# ビリー・レイ・サイラス
ウィリアム”ビリー”レイ・サイラス（Billy Ray Cyrus、1961年8月25日 - ）は、アメリカ合衆国のカントリー歌手、俳優、慈善家。子供にマイリー・サイラス、トレイス・サイラス、ノア・サイラスらがいる。

## 来歴
ケンタッキー州出身。1980年にデビューし、1992年には『Achy Breaky Heart』がオーストラリアのシングルチャート1位を獲得。2006年から放送された『シークレット・アイドル ハンナ・モンタナ』では娘のマイリーと共演した。
デビューアルバム『Some Gave All』は、1992年の春から秋にわたりビルボード200チャート17週連続1位という圧倒的な記録を残している。
2019年、リル・ナズ・Xの「オールド・タウン・ロード（Old Town Road）」のリミックスに参加し、Billboard Hot 100としては自身初となる全米1位を記録している。

## ディスコグラフィ
- Some Gave All (1992)
- It Won't Be the Last (1993)
- Storm in the Heartland (1994)
- Trail of Tears (1996)
- Shot Full of Love (1998)
- Southern Rain (2000)
- Time Flies (2003)
- The Other Side (2003)
- Wanna Be Your Joe (2006)
- Home at Last (2007)
- Back to Tennessee (2009)
- I'm American (2011)
- Change My Mind (2012)[7][8]

## 出演作品
- トラブル IN ベガス (2004年) ※クレジットなし
- シークレット・アイドル ハンナ・モンタナ (2006年)
- ダブル・ミッション (2010年)